# Willi Jäger

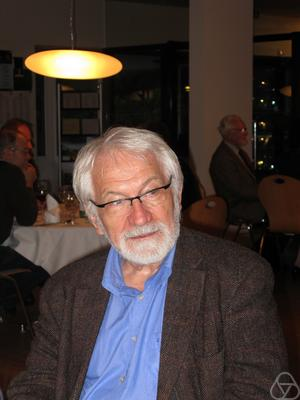
Willi Jäger (2012)

Willi Jäger (* 15. August 1940 in Kschellowitz, Landkreis Tepl) ist ein deutscher Mathematiker.

## Leben

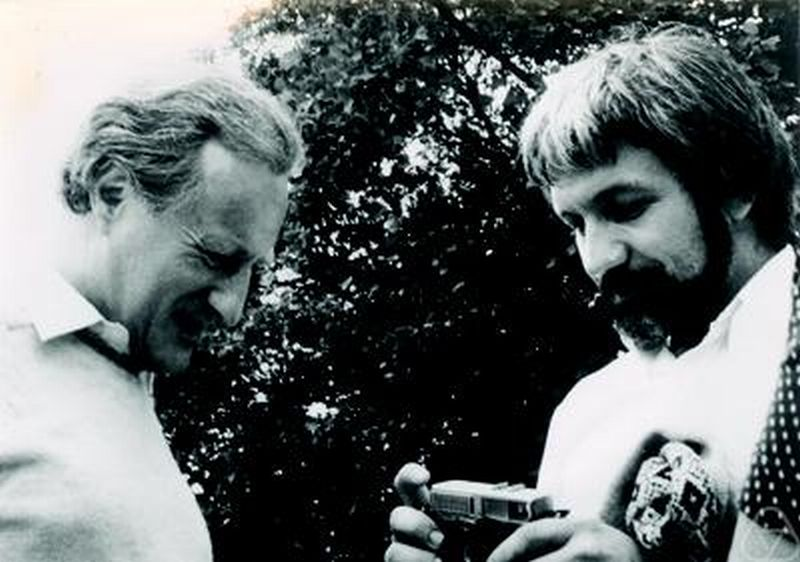
Willi Jäger (rechts) und Hans Joachim Bremermann 1979

Nach dem Abitur in Hof an der Saale 1959 nahm er im gleichen Jahr das Studium der Mathematik und Physik an der Universität München auf. Er wurde seit Studienbeginn vom Cusanuswerk gefördert und wurde 1966 mit einer Arbeit über das Dirichlet-Problem in Außengebieten für die Schwingungsgleichung promoviert. Von 1964 bis 1969 arbeitete er als Assistent an den Instituten für Mathematik an der Universität München und Universität Göttingen. Im Jahre 1969 habilitierte er sich mit einer Arbeit mit dem Titel ein gewöhnlicher Differentialoperator zweiter Ordnung für Funktionen mit Werten in einem Hilbertraum. Von 1969 bis 1970 war er Gastwissenschaftler am Courant-Institute in New York.
Im Jahre 1970 wurde er auf die Professur für Mathematik an der Westfälischen Wilhelms-Universität in Münster berufen und wechselte 1974 auf die Professur für angewandte Mathematik an die Universität Heidelberg. Er wurde 1987 Gründungsdirektor des Interdisziplinären Zentrums für Wissenschaftliches Rechnen (IWR) in Heidelberg, dessen geschäftsführender Direktor er bis 1998 war. Im Jahre 2004 gründete er zusammen mit Bert Sakmann das erste deutsche Zentrum für Modellierung und Simulation in den Biowissenschaften (BIOMS).

## Wirken
Neben Problemen des wissenschaftlichen Rechnens, inklusive des effektiven Einsatzes von Computern zur mathematischen Modellierung komplizierter, meist naturwissenschaftlicher Probleme, befasst sich Jäger mit Problemen nichtlinearer Differentialgleichungen, der Variationsrechnung, der Verzweigungstheorie, und der Spektraltheorie von Differentialoperatoren meist mit Blick auf spezifische Anwendungen wie z. B. die Visualisierung von Daten.
Willi Jäger ist seit 1994 ordentliches Mitglied der Heidelberger Akademie der Wissenschaften. 2016 wurde Willi Jäger als ordentliches Mitglied der Naturwissenschaftlichen Klasse in die Sudetendeutsche Akademie der Wissenschaften und Künste berufen.
Er ist Vorstandsvorsitzender der Gesellschaft für Mathematische Forschung e.V des Mathematischen Forschungsinstituts Oberwolfach. Ferner ist er als Herausgeber für Mathematikpublikationen beim Springer-Verlag und R. Oldenbourg Verlag (Wissenschaftsverlag) sowie für das Journal für die reine und angewandte Mathematik, kurz Crelles Journal Verlag de Gruyter, tätig.

## Ehrungen und Auszeichnungen
Ihm wurden zwei Ehrendoktorwürden verliehen, von der Universität Sankt Petersburg sowie der Babeș-Bolyai-Universität Cluj (Rumänien), von welcher er auch zum Ehrensenator ernannt wurde. Weiterhin erhielt er Auszeichnungen wie die Alwin-Walther-Medaille der TU Darmstadt im Jahre 2000 und den Landesforschungspreis Baden-Württemberg (1994).
Im August 2007 wurde er mit dem Verdienstorden der Bundesrepublik Deutschland (Verdienstkreuz 1. Klasse) ausgezeichnet. 2007 hielt er die Gauß-Vorlesung der DMV.

## Schriften
- Über das Dirichlet-Problem in Außengebieten für die Schwingungsgleichung, Dissertation, München (1966)
- Ein gewöhnlicher Differentialoperator zweiter Ordnung für Funktionen mit Werten in einem Hilbertraum, Habilitationsschrift, Göttingen (1969)